# ديفيد كارتر (لاعب غولف)
ديفيد كارتر (بالإنجليزية: David Carter)‏ هو لاعب غولف جنوب أفريقي، ولد في 16 يونيو 1972 في جوهانسبرغ في جنوب أفريقيا.

## وصلات خارجية
- الموقع الرسمي
- ديفيد كارتر على موقع رابطة أوروبا للاعبي الغولف المحترفين (الإنجليزية)
- ديفيد كارتر على موقع التصنيف العالمي الرسمي للغولف (الإنجليزية)